# 井上剛宏
井上 剛宏（いのうえ たかひろ、1946年 - ）は、日本の造園家。作庭家。これまで数多くの日本庭園を手がけてきた。日本各地および海外にて作庭活動を展開する傍ら、講演や作庭解説、指導、評論等も精力的に展開。
株式会社植芳造園代表取締役。東京農業大学客員教授、京都府立林業大学校特別教授。（社）日本造園学会・評議員。京都造形芸術大学、淡路景観園芸学校、札幌市立大学非常勤講師、京都府造園協同組合・理事長、京都府造園建設業協会長を歴任。
1984年、建設大臣最優秀賞受賞。1995年、東京農大造園大賞、第11回都市公園コンクール建設大臣賞受賞。2004年、黄綬褒章受賞。2002年、国土交通大臣賞受賞。

## 略歴
商号を「植芳」とする京都の老舗造園師井上家の20代目の長男として、京都市太秦に生まれる。京都府立桂高等学校から1965年、東京農業大学農学部造園学科に進学。江山正美に師事。同期に進士五十八, 涌井史郎。1969年に大学卒業後、植芳造園入社。
1972年、旧通産省を通じて京都府造園協同組合に依頼のあった世界園芸博覧会IGA’73（ドイツ）での出品庭園の作庭団に参加。
1973年、伝統産業の会（京都）役員・事業委員長就任。1977年、株式会社化した植芳造園の専務取締役就任。1984年から1986年、京都府特別報酬等審議会委員。1985年、伝統産業青年会会長、京都府特別職給与審議会委員、京都市市民憲章推進委員会委員就任。1986年、京都府造園組合青年部部長就任。1988年から1991年、京都府造園建設業協会理事。1993年から1994年、平安建都1200年記念第11回全国都市緑化きょうとフェア実行委員会梅小路公園会場専門委員会委員長。
1994年、植芳造園代表取締役就任。

## 作品
※特に表記のない場合は設計施工。

### 京都府内
- 1971年、山崎真一朗邸庭園[1]
- 1974年、山下邸庭園[2]
- 1980年、北白川テニスクラブ庭園
- 1981年、阪急電鉄嵐山保養所庭園施工
- 1982年、京都東急ホテル庭園施工（設計は石勝エクステリア）、伏見簡易裁判所庭園
- 1985年、丸岡邸庭園
- 1987年、鹿ヶ谷山荘庭園、
- 1987年、1991年、鳴滝の庭
- 1990年、城邸庭園
- 1992年、輪違屋庭園
- 1993年、梅小路公園 朱雀の庭（設計は吉田昌弘、1996年に日本造園学会賞作品部門受賞）[3]
- 1994年、岡崎地下駐車場外部空間
- 1995年、大西法衣仏具店庭園
- 1996年、小川長楽邸庭園
- 1997年、等持院の庭
- 1998年、花脊山村年交流の森庭園
- 2000年、森邸庭園 柳沼マンション庭園
- 2001年、下見邸庭園 京都アクアリーナ植栽
- 2002年、京都グループホーム庭園、井上邸の庭、下鴨茶寮室内庭園「源氏の庭」展示スペース
- 2004年、戸嶋邸屋上庭園
- 2005年、京都迎賓館庭園（尼崎博正、三谷康彦、佐野藤右衛門らと）
- 2011年、伏見稲荷大社御鎮座1300年記念 社務所庭園

### その他各地
- 1978年から1986年、蓮華院誕生寺奥之院（熊本、進士五十八と協働）
- 1985年、京都府オクラホマ州姉妹州記念庭園（知事への進言により実現）、A.B.F PROJECT ASMINBLDG日本庭園（神戸製鋼マレーシア支社、設計は進士五十八）
- 1992年、蘭島閣美術館庭園（広島、下蒲刈島町民と）
- 1998年、佐川美術館庭園（滋賀） 檀野邸庭園（長崎）
- 1999年、兵庫県立淡路景観園芸学校屋上庭園
- 2001年、蓮華院誕生寺本院（熊本） 衆議院議長公邸庭園施工（東京、佐々木葉二と協働）書斎館エントランス（東京青山、設計は佐々木葉二）
- 2002年、みちのく池田記念墓地公園法事棟（岩手）四国池田記念墓地公園法事棟（香川）
- 2003年、宝酒造灘工場植栽（兵庫）、琵琶レイクオーツカ庭園（滋賀）
- 2004年、蓮華院誕生寺参道周辺整備（熊本）
- 2007年、中野の庭（東京）
- 2014年、根本山宝満堂（福岡）